# Reino de Manila
El reino de Manila (en tagalo: Maynila, en malayo antiguo Kota Seludong) era una de las tres ciudades-estado principales que dominaba el área del curso bajo y el nacimiento del río Pasig antes de la llegada de los españoles en el siglo XVI. Se encontraba en lo que hoy es Manila, la capital de la República de Filipinas.

### Teorías y leyendas sobre el establecimiento de Manila (c.mediados delsigloXIII-c.principios delsigloXVI)

#### Establecimiento a través de la derrota de Rajah Avirjirkaya por Rajah Ahmad de Brunéi (c.1258)
Según la investigación genealógica de Mariano A. Henson (mencionado más tarde por Majul en 1973, y por Santiago en 1990) ya existía un asentamiento en el área de Maynila en el año 1258. Este asentamiento fue gobernado por "Rajah Avirjirkaya", a quien Henson describió como un "Majapahit Soberano".
Según Henson, este asentamiento fue atacado por un comandante de Brunéi llamado Rajah Ahmad, quien derrotó a Avirjirkaya y estableció a Maynila como un "principado musulmán".

#### Primeras referencias a Selurong (década de 1360)
A mediados del siglo XIV, el imperio Majapahit mencionó en su manuscrito Nagarakretagama Canto 14, escrito por Prapanca en 1365, que el área de Saludung (Selurong) y Solot (Sulu) eran partes del imperio. Nagarakretagama fue compuesto como una elegía para el emperador Hayam Wuruk. Una fuente china mencionó que en 1369, los piratas de Sulu atacaron Po-ni (Brunéi), saqueándola de tesoros y oro. Una flota de Majapahit logró ahuyentar a los Sulus, pero "Po-ni" quedó más débil después del ataque.

#### Establecimiento por el Sultan Bolkiah y el Sultanato de Brunéi (c.1500)
Según la tradición oral de Brunéi, una ciudad con el nombre malayo de Selurong, 
que más tarde se convertiría en la ciudad de Maynila se formó alrededor del año 1500. Esta tradición oral afirma que Sultan Bolkiah (1485-1521) 
del Sultanato de Brunéi atacó a Tondo y estableció la entidad política de Seludong (Maynila) como un estado satélite del Sultanato de Brunéi. Esto se narra a través de Tausug y Malay historias reales, donde los nombres Seludong, Saludong o Selurong se utilizan para denotar Manila antes a la colonización.
Los rajás tradicionales de Tondo, El Lakandula, conservaron sus títulos y propiedades pero el verdadero poder político 
vino a residir en la Casa de Soliman, los Rajahs de Maynila.

### Comienzo de la era colonial española (década de 1570)
A mediados del siglo XVI, las áreas de la actual Manila estaban gobernadas por rajás nativos. Rajah Matanda (cuyo nombre real fue registrado por la expedición de Legaspi como Ache) y su sobrino, Rajah Sulayman "Rajah Mura" o "Rajah Muda" (un título sánscrito para un príncipe), gobernaron los musulmanes comunidades al sur del río Pasig, incluyendo Maynila mientras que Lakan Dula gobernaba a los no musulmanes Tondo al norte del río. Estos asentamientos tenían lazos con los sultanatos de Brunéi, Sulu, y Ternate, Indonesia (que no debe confundirse con Ternate en la actual Cavite). Maynila se centró en una fortaleza en la desembocadura del río Pasig (Kota significa fortaleza o ciudad en malayo). Cuando los españoles llegaron e invadieron Manila describieron, Kota Selurong, "La Ciudad de Selurong" de Maynila, como un asentamiento con una fortaleza de tierra apisonada con empalizadas y entre almenas hay cañones. Los cañones fueron fabricados por los nativos y forjados por Panday Piray y estos fueron llamados localmente lantakas. Cuando los españoles invadieron y quemaron Kota Selurong de Manila hasta los cimientos, construyeron la ciudad amurallada cristiana de Intramuros sobre las ruinas de la Manila islámica.